# Jaime Graça
Jaime da Silva Graça (10. januar 1942 - 28. februar 2012) var en portugisisk fodboldspiller (midtbane).
Graça spillede på klubplan primært hos Vitória Setúbal og Benfica. Hans tid hos Benfica var særdeles succesfuld. I de ni sæsoner han tilbragte i klubben var han med til at vinde hele syv portugisiske mesteskaber og tre pokaltitler. Han var også med til at nå Mesterholdenes Europa Cup finale 1968, hvor han scorede Benficas enlige mål i 4-1 nederlaget til Manchester United.
Graça spillede, mellem 1965 og 1972, 36 kampe for Portugals landshold, hvori han scorede fire mål. Han var en del af det portugisiske hold, der vandt bronze ved VM i 1966 i England. Her spillede han samtlige holdets kampe i turneringen, inklusiv bronzekampen mod Sovjetunionen.

## Titler
Primeira Liga
- 1967, 1968, 1969, 1971, 1972, 1973, 1975 med Benfica

Taça de Portugal
- 1969, 1970 og 1972 med Benfica